# 러시아-우크라이나 전쟁 중 국제 제재

러시아
----
러시아에 대한 제재를 도입한 국가:
제재를 도입한 국가
일괄적으로 제재를 도입한 유럽 연합 국가들

다음은 러시아-우크라이나 전쟁 중 국제 제재에 관한 문서이다. 러시아-우크라이나 전쟁 중 2014년 2월 말부터 시작된 러시아의 우크라이나 침공 이후 많은 국가들이 러시아와 크림반도에 대해 국제적 제재를 가했다. 제재는 미국, 유럽 연합, 그 외 여러 나라 및 국제 단체가 하였다. 제제는 러시아 개인, 기업, 공무원에 이루어졌다. 러시아는 오스트레일리아, 캐나다, 노르웨이, 일본, 미국, 유럽 연합으로부터의 식품 수입에 대한 전면 금지를 포함하여 여러 국가에 대한 제재로 대응했다.
제재는 러시아 루블 붕괴와 러시아 경제 위기에 기여했다. 또한 여러 유럽 연합 국가에 경제적 피해를 입혔으며, 총 손실액은 1,000억 유로(2015년 기준)로 추산되고 있다. 2014년 기준, 러시아 재무장관은 제재로 러시아가 400억 달러의 손실을 입었고 2014년에는 2010년대 석유 과잉으로 인한 같은 해의 유가 하락으로 인해 1,000억 달러의 추가 손실이 발생했다고 발표했다. 2018년 8월에 부과된 제재에 따라 러시아가 입은 경제적 손실은 예상 GDP 성장률의 약 0.5~1.5%에 달한다. 블라디미르 푸틴 러시아 대통령은 미국이 사우디아라비아와 공모해 유가를 인하해 러시아 경제를 의도적으로 약화시키고 있다고 비난했다. 2016년 중반까지 러시아는 금융 제재로 인해 약 1,700억 달러의 손실을 입었고 석유 및 가스로 인한 추가 손실은 4,000억 달러였다. 우크라이나 관리들에 따르면, 제재로 인해 러시아는 우크라이나에 대한 접근 방식을 변경하고 이 지역에서 러시아의 군사적 진군을 약화시켰다. 이들 국가의 대표들은 모스크바가 민스크 II 협정을 이행한 후에야 러시아에 대한 제재를 해제할 것이라고 말하였다.
유럽 연합과 미국의 제재는 2022년 2월 현재까지 유효하고 있다. 2022년 1월, 유럽 연합은 2022년 7월 31일까지 제재를 연장한다고 발표했다.
2022년 2월 말 러시아의 우크라이나 침공 이후 미국, 유럽 연합, 기타 국가에서는 블라디미르 푸틴과 기타 정부 구성원에 대해 제재를 도입하거나 크게 확대했다. SWIFT는 러시아를 차단하였다.

## 같이 보기
- 대륙봉쇄령
- 우크라이나의 경제
- 마그니츠키법
- 2014~2015년 러시아 경제 위기
- 적성국교역법